# Pietro Lupo
Pietro Lupo (Catania, 17 oktober 1898 – Giabassiré of Jabasire (Ethiopië), 16 augustus 1936) was een officier in het koninkrijk Italië. Lupo behaalde een heldenstatus nadat Ethiopische rebellen hem doodden in een vuurgevecht in de pas opgerichte kolonie Italiaans-Oost-Afrika.

## Levensloop
Lupo groeide op in Catania, een havenstad in Sicilië. 
In 1918 meldde hij zich aan bij het Koninklijk Italiaans Leger als infanterist. De Eerste Wereldoorlog kende toen een frontlinie in Noord-Italië tussen de Italianen en het Oostenrijks-Hongaarse Rijk. Na de oorlog werd Lupo bevorderd tot luitenant (1919) en in 1921 werd hij eervol ontslagen uit het leger.
Nadat de Tweede Italiaans-Ethiopische Oorlog was uitgebroken (1935) werd luitenant Lupo opgeroepen om te vechten in deze koloniale oorlog. Lupo werd ondergebracht in de Regio Corpo Truppe Coloniali ofwel het Koninklijke Troepenkorps van de Koloniën. Lupo kwam terecht bij het 5e Arabisch-Somalische korps in Mogadishu, Italiaans-Somaliland. Datzelfde jaar trok dit korps vanuit Mogadishu al vechtend het keizerrijk Ethiopië binnen. 
In juni 1936 ontving Lupo hiervoor de Zilveren medaille voor Dapperheid. De oorlog was afgelopen. Het koloniale grondgebied van Italiaans-Somaliland en Italiaans-Eritrea was belangrijk uitgebreid met het Ethiopisch grondgebied. De nieuwe naam van de kolonie was Italiaans-Oost-Afrika.
Luitenant Lupo bleef gekazerneerd in Italiaans-Oost-Afrika. Hij werd met name ingezet bij opdrachten van de Italiaanse Koloniale Politie. Deze patrouilles moesten gewapenderhand het koloniale gezag laten gelden waar haarden van Ethiopische rebellen actief bleven. Later in het jaar 1936 leidde Lupo een politie-compagnie in een vuurgevecht met rebellen. Lupo en zijn mannen geraakten omsingeld. Hij forceerde een uitval doch sneuvelde. Dit gevecht in de Ethiopische plaats Giabassiré bracht koning Vittorio Emanuele III ertoe hem postuum de Gouden medaille voor Dapperheid toe te kennen (1936).

## Eerbewijzen
- Piazza Pietro Lupo. In de stad Catania is een plein naar hem vernoemd.
- Borgo Pietro Lupo. Dit is de naam van een dorp gebouwd in de jaren 1940-1941 door het fascistisch regime van het koninkrijk Italië. Het draagt de naam van Pietro Lupo. Het dorp behoort tot de gemeente Mineo in de Metropolitane Stad Catania. Zoals andere Siciliaanse dorpen gebouwd door de fascisten moest ook dit een florerend landbouwdorp worden. Na de oorlog is het een spookdorp geworden.